# Paul-Georges Ntep
Pour les articles homonymes, voir Ntep.
Paul-Georges Ntep, né le 29 juillet 1992 à Douala (Cameroun), est un footballeur international camerounais ayant évolué au poste d'ailier gauche du début des années 2010 jusqu'en 2024.
Comptant deux sélections avec l'équipe de France et quatre avec celle du Cameroun, Paul-Georges Ntep commence sa carrière à l'AJ Auxerre. Avec son club formateur, il découvre la Ligue 2 puis est transféré au Stade rennais FC durant quatre saisons. Sélectionné à deux reprises avec les Bleus, il part ensuite au VfL Wolfsburg en Bundesliga. En manque de temps de jeu, il est prêté à l'AS Saint-Étienne et fait son retour dans le championnat français. Il est ensuite sélectionné avec les Lions indomptables où il dispute au total quatre rencontres et marquant à une reprise. Prêté à Kayserispor en SüperLig, il revient une nouvelle fois en France par l'intermédiaire de l'EA Guingamp. Après une année au Boavista FC, il termine sa carrière professionnelle au Vietnam, dans le club du Hô Chi Minh-Ville FC.
Connu pour sa vitesse, sa technique fine ainsi que sa capacité à éliminer ses adversaires en un contre un, il excelle dans le dribble et la création d'occasions. Lors de ses meilleures années, notamment au Stade rennais FC, il démontre une grande explosivité et une vision du jeu intéressante, capable de délivrer des passes décisives et de marquer des buts spectaculaires. Cependant, sa carrière est freinée par des blessures récurrentes et un manque de régularité.

## Biographie

### En club

#### Formation et débuts professionnels avec l'AJ Auxerre
Paul-Georges Ntep est né à Douala, la plus grande ville du Cameroun. Il immigre en France à l'âge de huit ans pour aller vivre avec sa tante installée dans la commune de Grigny au sud de Paris. Il commence à pratiquer le foot à l'US Ris-Orangis et passe deux années dans ce club. Durant cette période, il réalise plusieurs essais dans différents clubs professionnels, dont l'AJ Auxerre, mais sans succès. En 2005, Paul-Georges Ntep rejoint l'équipe des U14 de l'ES Viry-Châtillon. Puis, après un passage d'une année dans un autre club amateur, l'ESA Linas-Montlhéry, il signe avec CS Brétigny Football, club ayant formé de nombreux internationaux français comme Patrice Évra ou Jimmy Briand. Pendant son passage à Brétigny, Paul-Georges Ntep impressionne ses entraîneurs au club et, en 2009, il se voit offrir un essai de trois jours avec le club professionnel de l'AJ Auxerre, avec qui Brétigny dispose d'un partenariat. Cet essai s'avère réussi puisqu'il signe un contrat de stagiaire avec Auxerre.
Paul-Georges Ntep rejoint alors le centre de formation de l'AJ Auxerre lors de la saison 2009-2010 en intégrant l'équipe des moins de 18 ans. Au milieu de la saison, il intègre l'équipe réserve d'Auxerre qui évolue en CFA, et apparaît lors de quatorze matchs et marque deux buts. Puis lors de la saison 2010-2011, il commence à intégrer l'équipe senior. C'est ainsi qu'il fait partie de la liste des joueurs à pouvoir évoluer en Ligue des champions cette saison-là. Le 16 octobre 2010, il fait sa première apparition comme remplaçant lors d'une défaite à 1-0 face aux Girondins de Bordeaux. Une semaine plus tard, Paul-Georges Ntep fait ses débuts professionnels dans un match de Coupe de la Ligue contre Bastia en remplacement de Dennis Oliech à la 31e minute. Auxerre gagne par 4 à 0.
Il n'apparaît pas en équipe première durant la saison 2011-2012, mais il obtient la confiance de Jean-Guy Wallemme après la relégation du club pour la saison 2012-2013. Dans une équipe diminuée par les départs il s'impose comme le principal danger de l'attaque icaunaise,. À la fin de la saison il fait partie des grandes satisfactions, suscitant par la même occasion l'intérêt de plusieurs clubs de Ligue 1 ou à l'étranger, comme celle d'Al-Jaish qui lui proposait un gros contrat,. Pour sa deuxième saison en deuxième division avec l'AJ Auxerre, Ntep est attendu, mais il parvient pourtant à progresser et à devenir encore plus efficace que la saison précédente. Auteur de 12 buts toutes compétitions confondues à la trêve hivernale, il est alors considéré comme le seul atout offensif de son équipe, au point que les observateurs voient une certaine dépendance auxerroise vis-à-vis de ses prestations. Cette moitié de saison tonitruante lui permet d'être appelé régulièrement en équipe de France espoirs, au sein de laquelle il garde le même rendement avec 6 buts en 7 matchs.

#### Passage en Ligue 1 avec le Stade rennais FC
Le 30 janvier 2014, il est transféré au Stade rennais FC, en faveur duquel il signe un contrat de trois ans et demi. Il est titularisé sur l'aile droite face à l'Olympique lyonnais pour son premier match avec son nouveau club. Quelques jours plus tard, il marque son premier but avec le Stade rennais lors d'un derby face au FC Nantes au stade de la Beaujoire. Victime d'une déchirure aux adducteurs droits au début du mois de mars lors d'un match avec l'équipe de France espoirs face à la Biélorussie, il ne reprend la compétition que lors de la demi-finale de Coupe de France disputée face au SCO Angers. Après des débuts où il admet n'avoir « jamais été au niveau », il finit la saison en marquant quatre buts pour ses quatre derniers matchs de championnat, performance que seuls Stéphane Guivarc'h et Alexander Frei avaient réussi au Stade rennais les quarante années précédentes. Le 17 mai 2014, face au Stade de Reims, il marque pour son équipe en poussant le ballon dans le but de la tête, tout en étant à genoux après avoir dribblé le gardien.
Ntep met fin à sa série de buts en championnat en ne marquant pas lors de la reprise de la Ligue 1 face à Lyon, mais il signe son premier doublé sous le maillot rennais la semaine suivante face à Évian Thonon Gaillard, après avoir remplacé Kamil Grosicki à la 34e minute. Après avoir connu une période d'inefficacité, il retrouve le chemin des filets contre le RC Lens en signant un doublé sur deux passes de son coéquipier Abdoulaye Doucouré, avec qui il forme un duo très performant. Il continue sur sa lancée contre Lille en signant deux passes décisives, scellant la victoire de son équipe, ce qu'il reproduit un mois plus tard face à Monaco. Il est progressivement considéré comme l'un des joueurs clés du collectif rennais, en étant à l'origine de la majorité des buts de l'équipe de Philippe Montanier. Ses prestations sont remarquées par les médias spécialisés,,, et contribuent à la série d'invincibilité du Stade rennais, qui gagne six places au classement de la 9e à la 15e journée de Ligue 1,.
Son année 2015 est perturbée par plusieurs blessures. La première est une blessure musculaire à la cuisse droite en janvier. En juillet, il subit une déchirure du muscle gracile droit, associée à une périostite bilatérale et une fracture de fatigue au tibia gauche. Absent près de deux mois, il revient en compétition le 29 août. Au début du mois d'octobre, il est atteint d'une déchirure aux ischios-jambiers du côté gauche qui l'oblige à renoncer à une convocation en équipe de France, il est remplacé dans le groupe français par Alexandre Lacazette. Enfin, à la fin du mois de novembre, Ntep est à nouveau arrêté en raison d'un manque de consolidation de sa fracture du mois de juillet. Toujours gêné par des « douleurs persistantes » au tibia, Ntep subit à cet os une intervention chirurgicale le 15 mars 2016, ce qui stoppe sa saison.

#### Transfert au VfL Wolfsburg en Bundesliga
À six mois de la fin de son contrat avec le Stade rennais, il est transféré le 9 janvier 2017 au VfL Wolfsburg, club allemand avec lequel il signe un contrat de quatre ans et demi. Le transfert est estimé autour de 5 millions d'euros.

##### Prêt à l'AS Saint-Étienne
N'ayant disputé que 164 minutes lors de la première partie de saison 2017-2018 en Bundesliga et ne comptant qu'une seule titularisation à son actif, il fait son retour en France le 17 janvier 2018. Il est prêté jusqu'à la fin de la saison par Wolfsburg à l'AS Saint-Étienne.
Quatre jours plus tard, Ntep est titulaire contre l'OGC Nice mais les Verts s'inclinent 1-0. Le 27 janvier, il marque son premier but contre le Stade Malherbe de Caen pour une victoire 2-1. S'il connait deux titularisations en janvier, il n'en connaîtra que trois autres sur le reste de cette deuxième partie de saison, se contentant d'un rôle sur le banc alors que le club stéphanois lutte pour une qualification européenne. Dans le Forez, il n'aura connu que cinq titularisations pour huit entrées en jeu.

##### Prêt à Kayserispor
Placardisé à Wolfsburg, il est prêté le 25 août 2019 à Kayserispor,. Le 3 décembre 2019, Ntep résilie son contrat avec Kayserispor en raison de salaires impayés.
Le 11 février 2020, il résilie d'un commun-accord son contrat avec Wolfsburg qui courait jusqu'en 2021.

#### Retour en Ligue 2 avec l'EA Guingamp
Le 13 mai 2020, libre de tout contrat, Paul-Georges Ntep signe un contrat d'une année à l'En avant Guingamp en Ligue 2. Il ne connaît aucune titularisation sur la phase aller du championnat, ne totalisant que 106 minutes de jeu. Jamais titularisé par Mécha Baždarević, il doit attendre l'intronisation de Frédéric Bompard pour débuter sa première rencontre, le 13 mars 2021, face à l'AC Ajaccio (29e journée, victoire 0-2). Il conclut sa saison dans les Côtes d'Armor avec 14 apparitions, pour seulement trois titularisations et une passe décisive délivrée.

#### Départ pour le Portugal au Boavista FC
Libre depuis son départ de Guingamp, il s'est engagé avec les Portugais du Boavista FC pour une saison, plus une en option.

#### Découverte du Vietnam au Hô Chi Minh-Ville FC
Le 27 septembre 2023, Paul-Georges Ntep s'engage avec le club du Hô Chi Minh-Ville FC, quadruple champion du Vietnam,,.

#### Retraite sportive
Le 26 décembre 2024, alors sans club depuis neuf mois, Paul-Georges Ntep annonce sa retraite sportive à l'âge de 32 ans,,.

### En sélection nationale
Bien que Paul-Georges Ntep soit né au Cameroun, il devient international français en jouant pour l'équipe de France des moins de 18 ans en 2010. Trois ans plus tard, il est convoqué avec l'équipe de France espoirs pour participer au tournoi de Toulon. Il est appelé pour la première fois en équipe de France A, le 22 mai 2015 en raison du forfait de Karim Benzema,.
Lors de sa première sélection, face à la Belgique, le 7 juin 2015, il donne une passe décisive à Nabil Fekir.

#### Équipe du Cameroun
Les deux matches disputés par Ntep en équipe de France A étant non officiels, il est éligible à un changement de nationalité sportive.
En octobre 2018, Paul-Georges Ntep intègre la sélection du Cameroun, en jouant deux matchs face au Malawi pour les qualifications à la Coupe d'Afrique des nations de football 2019 (victoire 1-0 et nul 0-0),.
Le 9 juin 2019 à l'occasion d'un match amical face à la Zambie (victoire 2-1) il marque dès la 2e minute de la rencontre, inscrivant ainsi son premier but sous le maillot des Lions Indomptables.

## Style de jeu

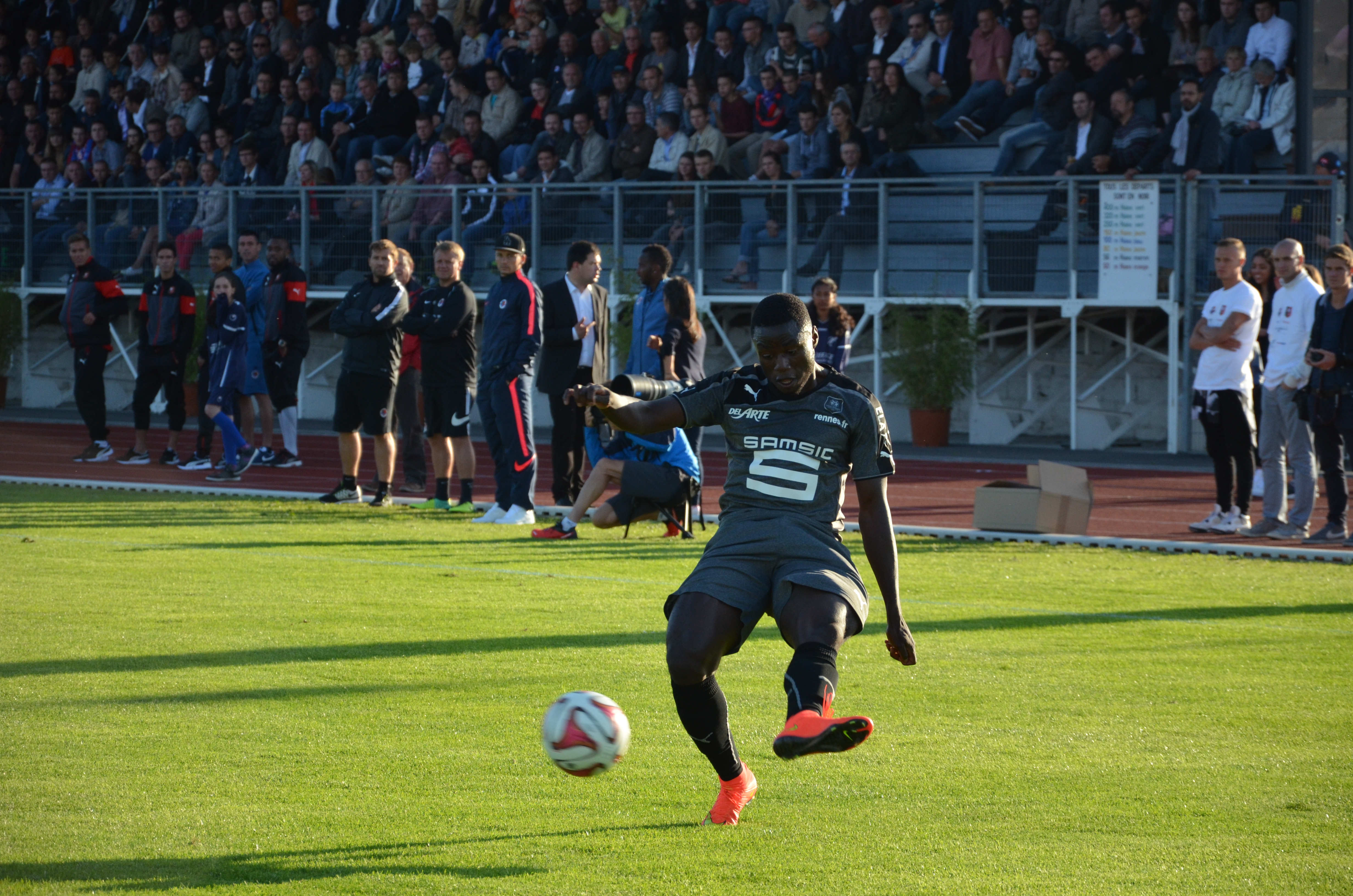
Centre du pied gauche de Paul-Georges Ntep.

Droitier, Paul-Georges Ntep préfère pourtant jouer sur l'aile gauche : « Ça me laisse davantage de solutions. Je peux rentrer sur mon pied droit, centrer sur mon pied gauche... ». Attaquant au registre complet, il se distingue par son explosivité en étant à la fois rapide et puissant. Techniquement, il excelle dans l'élimination par le dribble avec des crochets courts et des changements d'appuis exécutés très rapidement. À ces qualités d'ailier dribbleur s'ajoute de l'adresse devant le but, grâce à une bonne frappe qui lui permet de trouver quelquefois les filets adverses, que ce soit à bout portant ou de loin,.

## Affaire judiciaire
Le 25 février 2014, Paul-Georges Ntep est condamné par le tribunal correctionnel d'Auxerre à trois mois de prison avec sursis pour des violences sur son ex-compagne, commises en juillet 2013 à Auxerre. Le joueur avait frappé son ex-compagne à plusieurs reprises au visage et à la poitrine, l'avait traînée par les cheveux sur plusieurs mètres et avait déchiré ses habits.

## Statistiques
| Saison                | Club                    | Championnat           | Championnat | Championnat | Championnat | Coupe nationale | Coupe nationale | Coupe nationale | Coupe de la Ligue | Coupe de la Ligue | Coupe de la Ligue | Barrages | Barrages | Barrages | France Cameroun | France Cameroun | France Cameroun | Total | Total | Total |
| Saison                | Club                    | Division              | M.          | B.          | P.d.        | M.              | B.              | P.d.            | M.                | B.                | P.d.              | M.       | B.       | P.d.     | M.              | B.              | P.d.            | M.    | B.    | P.d.  |
| 2010-2011             | AJ Auxerre              | Ligue 1               | -           | -           | -           | -               | -               | -               | 1                 | 0                 | 0                 | -        | -        | -        | -               | -               | -               | 1     | 0     | 0     |
| 2011-2012             | AJ Auxerre              | Ligue 1               | -           | -           | -           | -               | -               | -               | -                 | -                 | -                 | -        | -        | -        | -               | -               | -               | 0     | 0     | 0     |
| 2012-2013             | AJ Auxerre              | Ligue 2               | 34          | 8           | 4           | 1               | 0               | 0               | 4                 | 1                 | 0                 | -        | -        | -        | -               | -               | -               | 39    | 9     | 4     |
| 2013-2014             | AJ Auxerre              | Ligue 2               | 17          | 7           | 1           | 3               | 3               | 0               | 3                 | 2                 | 1                 | -        | -        | -        | -               | -               | -               | 23    | 12    | 2     |
| Sous-total            | Sous-total              | Sous-total            | 51          | 15          | 5           | 4               | 3               | 0               | 8                 | 3                 | 1                 | -        | -        | -        | -               | -               | -               | 63    | 21    | 6     |
| 2013-2014             | Stade rennais           | Ligue 1               | 10          | 5           | 0           | 3               | 0               | 0               | -                 | -                 | -                 | -        | -        | -        | -               | -               | -               | 13    | 5     | 0     |
| 2014-2015             | Stade rennais           | Ligue 1               | 35          | 9           | 6           | 1               | 0               | 0               | 2                 | 0                 | 0                 | -        | -        | -        | 2               | 0               | 1               | 40    | 9     | 7     |
| 2015-2016             | Stade rennais           | Ligue 1               | 14          | 2           | 3           | 1               | 0               | 0               | 0                 | 0                 | 0                 | -        | -        | -        | -               | -               | -               | 15    | 2     | 3     |
| 2016-2017             | Stade rennais           | Ligue 1               | 15          | 2           | 5           | 0               | 0               | 0               | 0                 | 0                 | 0                 | -        | -        | -        | -               | -               | -               | 15    | 2     | 5     |
| Sous-total            | Sous-total              | Sous-total            | 74          | 18          | 14          | 5               | 0               | 0               | 2                 | 0                 | 0                 | -        | -        | -        | 2               | 0               | 1               | 83    | 18    | 15    |
| 2016-2017             | VfL Wolfsburg           | Bundesliga            | 10          | 0           | 2           | 1               | 0               | 0               | -                 | -                 | -                 | 1        | 0        | 0        | -               | -               | -               | 12    | 0     | 2     |
| 2017-2018             | VfL Wolfsburg           | Bundesliga            | 5           | 0           | 1           | 2               | 0               | 0               | -                 | -                 | -                 | -        | -        | -        | -               | -               | -               | 7     | 0     | 1     |
| 2018-2019             | VfL Wolfsburg           | Bundesliga            | -           | -           | -           | -               | -               | -               | -                 | -                 | -                 | -        | -        | -        | 3               | 1               | 0               | 3     | 1     | 0     |
| Sous-total            | Sous-total              | Sous-total            | 15          | 0           | 3           | 3               | 0               | 0               | -                 | -                 | -                 | 1        | 0        | 0        | 3               | 1               | 0               | 22    | 1     | 3     |
| 2017-2018             | AS Saint-Étienne (prêt) | Ligue 1               | 13          | 1           | 0           | -               | -               | -               | -                 | -                 | -                 | -        | -        | -        | -               | -               | -               | 13    | 1     | 0     |
| 2019-2020             | Kayserispor (prêt)      | Süperlig              | 5           | 0           | 0           | -               | -               | -               | -                 | -                 | -                 | -        | -        | -        | 1               | 0               | 0               | 6     | 0     | 0     |
| Sous-total            | Sous-total              | Sous-total            | 18          | 1           | 0           | -               | -               | -               | -                 | -                 | -                 | -        | -        | -        | 1               | 0               | 0               | 19    | 1     | 0     |
| 2020-2021             | EA Guingamp             | Ligue 2               | 14          | 0           | 0           | -               | -               | -               | -                 | -                 | -                 | -        | -        | -        | -               | -               | -               | 14    | 0     | 0     |
| Sous-total            | Sous-total              | Sous-total            | 14          | 0           | 0           | -               | -               | -               | -                 | -                 | -                 | -        | -        | -        | -               | -               | -               | 14    | 0     | 0     |
| Total sur la carrière | Total sur la carrière   | Total sur la carrière | 201         | 42          | 22          | 12              | 3               | 0               | 10                | 3                 | 1                 | 1        | 0        | 0        | 2+4             | 0+1             | 1+0             | 230   | 49    | 24    |

### Matches internationaux
| Matches internationaux de Paul-Georges Ntep | Matches internationaux de Paul-Georges Ntep | Matches internationaux de Paul-Georges Ntep | Matches internationaux de Paul-Georges Ntep | Matches internationaux de Paul-Georges Ntep | Matches internationaux de Paul-Georges Ntep | Matches internationaux de Paul-Georges Ntep                          |
| #                                           | Date                                        | Lieu                                        | Adversaire                                  | Résultat                                    | Compétition                                 | Notes                                                                |
| ------------------------------------------- | ------------------------------------------- | ------------------------------------------- | ------------------------------------------- | ------------------------------------------- | ------------------------------------------- | -------------------------------------------------------------------- |
| 1                                           | 7 juin 2015                                 | Stade de France, Saint-Denis, France        | Belgique                                    | D 3 - 4                                     | Match amical                                | Entre en jeu à la place de Olivier Giroud à la 80e minute de jeu.    |
| 2                                           | 13 juin 2015                                | Elbasan Arena, Elbasan, Albanie             | Albanie                                     | D 0 - 1                                     | Match amical                                | Entre en jeu à la place de Antoine Griezmann à la 59e minute de jeu. |

| Matches internationaux de Paul-Georges Ntep | Matches internationaux de Paul-Georges Ntep | Matches internationaux de Paul-Georges Ntep | Matches internationaux de Paul-Georges Ntep | Matches internationaux de Paul-Georges Ntep | Matches internationaux de Paul-Georges Ntep | Matches internationaux de Paul-Georges Ntep                       |
| #                                           | Date                                        | Lieu                                        | Adversaire                                  | Résultat                                    | Compétition                                 | Notes                                                             |
| ------------------------------------------- | ------------------------------------------- | ------------------------------------------- | ------------------------------------------- | ------------------------------------------- | ------------------------------------------- | ----------------------------------------------------------------- |
| 1                                           | 12 octobre 2018                             | Stade Ahmadou-Ahidjo, Yaoundé, Cameroun     | Malawi                                      | V 1 - 0                                     | Qualifications CAN 2019                     | Entre en jeu à la place de Fabrice Olinga à la 61e minute de jeu. |
| 2                                           | 16 octobre 2018                             | Kamuzu Stadium, Blantyre, Malawi            | Malawi                                      | N 0 - 0                                     | Qualifications CAN 2019                     | Titulaire, remplacé par Karl Toko-Ekambi à la 67e minute de jeu.  |

## Palmarès

### En club
- Stade rennais
  - Finaliste de la Coupe de France en 2014.

### Distinction personnelle
- Élu meilleur joueur de Ligue 2 de l'année 2013 par le magazine France Football.